# Чемпионат Европы по спортивной гимнастике 1987
В 1987 году 17-й чемпионат Европы по спортивной гимнастике среди мужчин и 16-й чемпионат Европы по спортивной гимнастике среди женщин прошли в Москве (СССР).

## Общий медальный зачёт

### Мужчины
| Место | Страна     | Золото | Серебро | Бронза | Всего |
| ----- | ---------- | ------ | ------- | ------ | ----- |
| 1     | СССР       | 7      | 3       | 1      | 11    |
| 2     | ГДР        | 0      | 3       | 2      | 5     |
| 3     | НРБ        | 0      | 1       | 0      | 1     |
| 4     | Венгрия    | 0      | 0       | 3      | 3     |
| 5     | СР Румыния | 0      | 0       | 2      | 2     |
| 6     | ФРГ        | 0      | 0       | 1      | 1     |

### Женщины
| Место | Страна     | Золото | Серебро | Бронза | Всего |
| ----- | ---------- | ------ | ------- | ------ | ----- |
| 1     | СР Румыния | 4      | 3       | 1      | 8     |
| 2     | СССР       | 1      | 1       | 2      | 4     |
| 3     | НРБ        | 0      | 1       | 1      | 2     |
| 4     | ГДР        | 0      | 0       | 1      | 1     |
| 4     | ФРГ        | 0      | 0       | 1      | 1     |

### Суммарный медальный зачёт
| Место | Страна     | Золото | Серебро | Бронза | Всего |
| ----- | ---------- | ------ | ------- | ------ | ----- |
| 1     | СССР       | 8      | 4       | 13     | 15    |
| 2     | СР Румыния | 4      | 3       | 3      | 10    |
| 3     | ГДР        | 0      | 3       | 3      | 6     |
| 4     | НРБ        | 0      | 2       | 1      | 3     |
| 5     | Венгрия    | 0      | 0       | 3      | 3     |
| 6     | ФРГ        | 0      | 0       | 2      | 2     |

## Медалисты-мужчины

### Абсолютное первенство
| Место | Спортсмен             | Баллы  |
| ----- | --------------------- | ------ |
| 1     | СССР Валерий Люкин    | 59.150 |
| 2     | СССР Юрий Королёв     | 58.650 |
| 3     | Венгрия Дьёрдь Гуцоги | 58.400 |

### Вольные упражнения
| Место | Спортсмен             | Баллы  |
| ----- | --------------------- | ------ |
| 1     | СССР Валерий Люкин    | 19.850 |
| 2     | СССР Юрий Королёв     | 19.575 |
| 3     | Венгрия Дьёрдь Гуцоги | 19.350 |

### Упражнения на коне
| Место | Спортсмен               | Баллы  |
| ----- | ----------------------- | ------ |
| 1     | СССР Валерий Люкин      | 19.750 |
| 2     | НРБ Любомир Герасков    | 19.600 |
| 3     | СР Румыния Мариан Ризан | 19.575 |

### Упражнения на кольцах
| Место | Спортсмен               | Баллы  |
| ----- | ----------------------- | ------ |
| 1     | СССР Валентин Могильный | 19.650 |
| 2     | СССР Валерий Люкин      | 19.550 |
| 3     | ФРГ Андреас Агилар      | 19.500 |

### Опорный прыжок
| Место | Спортсмен           | Баллы  |
| ----- | ------------------- | ------ |
| 1     | СССР Юрий Королёв   | 19.813 |
| 2     | ГДР Сильвио Кролль  | 19.625 |
| 3     | СССР Валерий Люкин  | 19.588 |
| 3     | ГДР Хольгер Берендт | 19.588 |

### Параллельные брусья
| Место | Спортсмен               | Баллы  |
| ----- | ----------------------- | ------ |
| 1     | СССР Валерий Люкин      | 19.650 |
| 2     | ГДР Хольгер Берендт     | 19.400 |
| 3     | ГДР Марк Белле          | 19.375 |
| 3     | СР Румыния Мариан Ризан | 19.375 |

### Упражнения на перекладине
| Место | Спортсмен             | Баллы  |
| ----- | --------------------- | ------ |
| 1     | СССР Валерий Люкин    | 19.800 |
| 2     | ГДР Сильвио Кролль    | 19.750 |
| 3     | Венгрия Дьёрдь Гуцоги | 19.650 |

## Медалисты-женщины

### Абсолютное первенство
| Место | Спортсмен                  | Баллы  |
| ----- | -------------------------- | ------ |
| 1     | СР Румыния Даниэла Силиваш | 39.775 |
| 2     | СССР Алевтина Пряхина      | 39.475 |
| 3     | СССР Елена Шушунова        | 39.200 |
| 3     | НРБ Диана Дудева           | 39.200 |

### Опорный прыжок
| Место | Спортсмен                  | Баллы  |
| ----- | -------------------------- | ------ |
| 1     | СССР Елена Шушунова        | 19.856 |
| 2     | СР Румыния Даниэла Силиваш | 19.808 |
| 3     | СР Румыния Эуджения Голя   | 19.700 |

### Разновысокие брусья
| Место | Спортсмен                  | Баллы  |
| ----- | -------------------------- | ------ |
| 1     | СР Румыния Даниэла Силиваш | 19.900 |
| 2     | НРБ Диана Дудева           | 19.838 |
| 3     | ГДР Дёрте Тюммлер          | 19.788 |

### Упражнения на бревне
| Место | Спортсмен                  | Баллы  |
| ----- | -------------------------- | ------ |
| 1     | СР Румыния Даниэла Силиваш | 19.875 |
| 2     | СР Румыния Эуджения Голя   | 19.663 |
| 3     | ФРГ Аня Вильхельм          | 19.400 |

### Вольные упражнения
| Место | Спортсмен                  | Баллы  |
| ----- | -------------------------- | ------ |
| 1     | СР Румыния Даниэла Силиваш | 20.000 |
| 2     | СР Румыния Камелия Войня   | 19.938 |
| 3     | СССР Алевтина Пряхина      | 19.725 |